# Savigné-sous-le-Lude

Savigné-sous-le-Lude este o comună în departamentul Sarthe, Franța. În 2009 avea o populație de 427 de locuitori.